# Kochi Metro Rail Limited
Die Kochi Metro Rail Limited (kurz KMRL) ist ein öffentliches indisches Unternehmen mit Sitz in Kochi, Kerala. Die KMRL betreibt die Metro Kochi und die Kochi Water Metro. Das Unternehmen wurde am 2. August 2011 gegründet.

## Projekte
Die Kochi Metro Rail Limited ist verantwortlich für die Umsetzung der Projekte „Kochi Metro Rail“ und „Kochi Water Metro“ sowie für den Betrieb und die Wartung der Metro Kochi. Die KMRL ist ein Joint-Venture-Unternehmen, das sich jeweils zur Hälfte im Eigentum der indischen Regierung und der Regierung des Bundesstaats Kerala befindet.

### Kochi Water Metro
Die Kochi Water Metro ist das erste Projekt des Typs „Water Metro“ in Indien. Es handelt sich hierbei um ein 76 Kilometer langes integriertes Transportsystem, das zehn Inseln mit dem auf dem Festland gelegenen Stadtteil Ernakulam per Fähre durch ein Netz von 15 Routen mit 38 Stationen verbinden soll. Stand 2023 befinden sich bereits 2 Routen mit 4 Stationen in Betrieb.